# Joana de Inglaterra
Joana de Inglaterra (Londres, 5 de julho de 1321 — Hereford, 7 de setembro de 1362), também conhecida como Joana da Torre, foi a primeira esposa e rainha consorte de David II da Escócia (1329 - 1362). Ela nasceu na Torre de Londres, e foi a mais jovem filha de Eduardo II de Inglaterra e Isabel de França.
Seu casamento não produziu filhos. Viúvo, seu marido David II casou-se segunda vez com sua antiga amante Margaret Drummond.

## Biografia

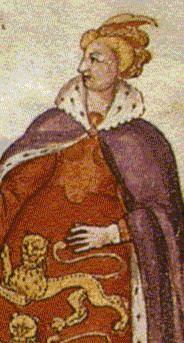
Joana de Inglaterra

Nascida em 5 de julho de 1321, na Torre de Londres, Joana era a filha mais nova de Eduardo II de Inglaterra e Isabel da França. Seus irmãos incluíam o futuro Eduardo III de Inglaterra, João de Eltham, Conde da Cornualha e Leonor de Woodstock.
Como uma tentativa de dar um fim à Primeira Guerra de Independência da Escócia, foi assinado o Tratado de Edimburgo-Northampton no ano de 1328, pela rainha Isabel e seu amante Rogério Mortimer, 1.º Conde de March, no qual era estipulado que a filha de Eduardo II (morto em 1327) se casaria com o David o filho Roberto I da Escócia. O casamento aconteceu em 17 de julho de 1328 em Berwick-upon-Tweed. A noiva tinha 7 anos, e o noivo apenas 4. Como era uma união política costumeira para a época, apesar de ter durado 34 anos, não houve amor entre os dois, e também não resultou em nenhum filho.
Em 7 de junho de 1329, com a morte de Roberto I, seu marido se tornou David II da Escócia. Foi coroado mais tarde na Abadia de Scone, em novembro de 1331.
Após a vitória de Eduardo III de Inglaterra e seu protegido Eduardo Balliol, filho de João Balliol, na Batalha de Halidon Hill em julho de 1333, o casal real procurou refúgio na França. Eles chegaram em Bolonha-sobre-o-Mar em maio de 1334, sendo recebidos pelo parente de Joana, Filipe VI de França. Os dois passaram a viver no Castelo Gailard.
Durante esse tempo, os representantes de David conseguiram que os reis retornassem à Escócia, em junho de 1341. Porém, na Batalha de Neville's Cross em 17 de outubro de 1346, o monarca foi capturado, onde foi preso na Inglaterra por 11 anos. Apesar de seu irmão, Eduardo III, permitir que Joana visitasse as vezes o marido na prisão na Torre de Londres, ela não engravidou. Após a soltura de David em 1357, Joana decidiu ficar na Inglaterra. Sua mãe cuidou da filha durante seus últimos dias.
Joana morreu aos 41 anos de idade em 1362 no Castelo de Hertford, em Hertfordshire. Foi enterrada na Igreja de Cristo de Greyfriars, em Londres.